# Tarsius sirindhornae
Tarsius sirindhornae – wymarły gatunek ssaka z rodziny wyrakowatych żyjący około 13 milionów lat temu.  Zwierzęta tego gatunku ważyły ok. 180 gramów.  Pierwsze skamieniałości Tarsius sirindhornae znaleziono w Tajlandii w 2011.